# James Dean

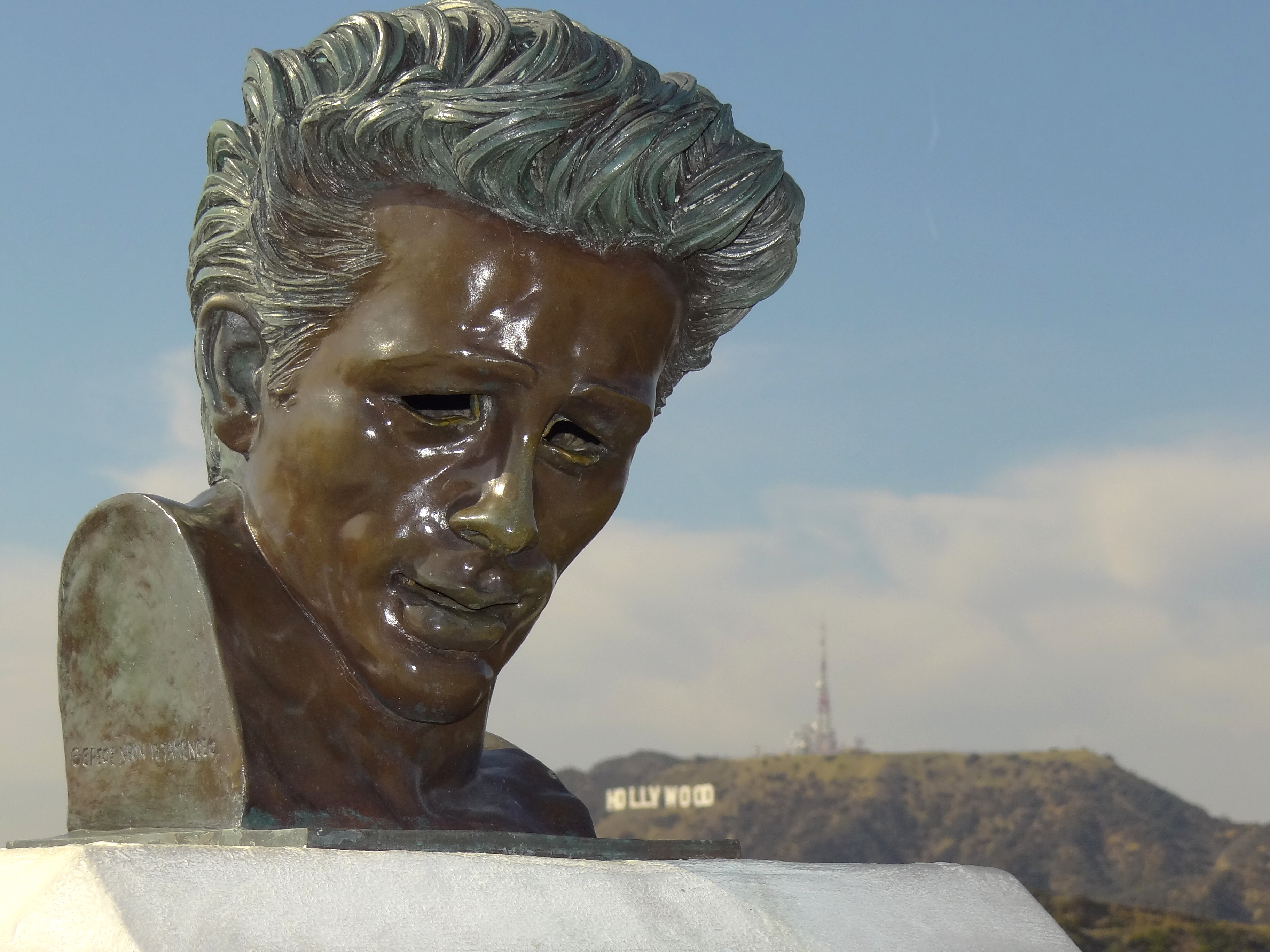
Büste von James Dean am Griffith-Observatorium in Los Angeles

James Byron Dean (* 8. Februar 1931 in Marion, Indiana; † 30. September 1955 in der Nähe von Cholame, Kalifornien) war ein US-amerikanischer Theater- und Filmschauspieler. Sein früher Tod bei einem Autounfall und seine Rolle in … denn sie wissen nicht, was sie tun machten ihn zu einem Jugendidol. Für seine Rollen in Jenseits von Eden und Giganten erhielt er postum zwei Oscarnominierungen als Bester Hauptdarsteller.

## Leben

### Kindheit und Ausbildung
James Dean wurde 1931 in Marion, Indiana, als Sohn von Winton Dean (1907–1995), einem Zahntechniker, und Mildred Marie Wilson (1910–1940) geboren. Deans Eltern zogen nach der Geburt ihres Sohnes, den sie mit dem Kosenamen „Jimmy“ riefen, zu ihren Verwandten nach Fairmount, wo sie erst bei den Eltern des Vaters lebten und dann auf die Farm von Winton Deans Schwester zogen. Nach einem weiteren Umzug zurück nach Marion begann die Mutter die künstlerische Begabung ihres Sohnes, der sich durch große Neugier und Dickköpfigkeit auszeichnete, zu fördern. Sie meldete ihn am College of Dance and Theatre an, einer privaten Schauspielschule einer ehemaligen Entertainerin. Dort erlernte er in wenigen Wochen Stepptanz und trat im Juni 1936 bei einer öffentlichen Vorstellung auf; daneben erhielt er auch Geigenunterricht.
Im Alter von fünf Jahren zog er kurz darauf mit seinen Eltern nach Santa Monica, Kalifornien, wo sein Vater eine besser bezahlte Stellung als Leiter eines Dentallabors am Sawtelle Veterans Hospital antrat. In Kalifornien besuchte Dean zunächst die Brentwood Public School. Nach einem innerstädtischen Umzug der Familie wechselte er nach der ersten Klasse an die McKinley Elementary School am Santa Monica Boulevard, die er bis zur dritten Klasse besuchte. In dieser Zeit äußerte sich die künstlerische Neigung des jungen Dean vor allem darin, mit bloßen Händen Tonfiguren zu formen und zu kreieren.
1940 wurde bei Deans Mutter Gebärmutterkrebs diagnostiziert; sie starb am 14. Juli im Alter von 29 Jahren; Dean war zu diesem Zeitpunkt neun Jahre alt. Kurz danach wurde er von seinem Vater Winton, der als eher gleichgültig beschrieben wird, in die Obhut seiner Großmutter und seiner Tante väterlicherseits gegeben, die wegen der Krankheit von Mildred Dean nach Kalifornien gereist waren. Achtzehn Monate später wurde Winton Dean als Sanitäter zum Militärdienst eingezogen und diente im Zweiten Weltkrieg in Europa.

### Rückkehr nach Indiana
James Dean lebte von nun an wieder in Fairmount, Indiana, wo er auf der Farm seines Onkels Marcus Winslow, dessen Frau Ortense und der älteren Tochter Joan aufwuchs, etwa fünf Kilometer nördlich der Stadt. In dem zweistöckigen weißen Farmhaus mit 13 Zimmern und einer L-förmigen Veranda an der Vorderseite trat ihm das Ehepaar sein Schlafzimmer ab, da Dean das Mobiliar darin besonders gefiel. Beide ermutigten Dean, auch weiterhin zu zeichnen, zu malen und mit Ton zu modellieren, und bald sprach er Tante und Onkel mit Mom und Dad an. Doch fiel es ihm schwer, den Schicksalsschlag zu verarbeiten; über den Verlust seiner Mutter brach er Verwandten zufolge öfter in Tränen aus. Auch gab er bald darauf das Geigenspiel und den Tanz auf.
Ablenkung fand Dean im Herbst 1940, als er in die vierte Klasse der West Ward Elementary School von Fairmount wechselte, die hauptsächlich von Kindern der umliegenden Farmen besucht wurde. Von den Lehrern wurde er als braver, netter Schüler beschrieben, der nicht auffiel und eine gewisse Zurückhaltung und Reserviertheit an den Tag legte. Er gewöhnte sich an einen geregelten Tagesablauf. Viel Zeit verbrachte er vor dem Radio, in dem Hörspielsendungen und Unterhaltungsprogramme von Bob Hope, Red Skelton und Arthur Godfrey gespielt wurden. In dieser Zeit soll sein Wunsch entstanden sein, Filmschauspieler zu werden, was von seinen Verwandten belächelt wurde. Im Alter von neun Jahren bekam Dean die Hauptrolle in einem Krippenspiel der Back Creek Friends Church. In dem Stück To Them that Sleep in Darkness spielte er einen blinden Jungen, der nach und nach sein Augenlicht wieder zurückgewinnt. Er agierte noch in weiteren Stücken an der West Ward Elementary.
Im Herbst 1943 kam Dean in die siebte Klasse der Fairmount High School im Stadtzentrum. Zur selben Zeit bekamen Marcus und Ortense Winslow ihr zweites Kind, einen Sohn, dem sie den Namen Marcus jr. gaben. James Dean freundete sich schnell mit ihm an, im Gegensatz zu der älteren Joan, die schon bald nach der Geburt von Marcus jr. auszog, um mit ihrem Ehemann einen eigenen Haushalt zu gründen. Eines Tages stürzte Dean in der Scheune vom Heuboden und verlor vier Schneidezähne, sodass er gezwungen war, für den Rest seines Lebens eine Zahnprothese zu tragen.

### Zusammenarbeit mit Adeline Brookshire
Im Herbst 1946 begegnete Dean zum ersten Mal der als unkonventionell geltenden Lehrerin Adeline Brookshire. Er besuchte bei ihr den Anfängerkurs für Sprecherziehung, und sie teilte als Leiterin der Theater-AG seine Leidenschaft für die Schauspielerei. Durch den Unterricht bei ihr wurde er in seinem Wunsch bestärkt, Schauspieler zu werden, und er spielte in zwei Theaterproduktionen seiner High School. Unter dem Künstlernamen Jim Dean war er in dem Stück The Monkey’s Paw als Herbert White zu sehen, während er in Mooncalf Mugford die Rolle des John Mugford interpretierte. Mit An Apple from Coles County, Vom Winde verweht, Our Hearts Were Young and Gay und You Can’t Take It with You folgten weitere Auftritte in Schulaufführungen, außerdem tat er sich in der Schulmannschaft als guter Hürdenläufer und Basketballspieler hervor. Da er wegen seiner starken Kurzsichtigkeit stets eine Brille benötigte, trug er auch bei den Basketballspielen immer eine Sportbrille.
Ein weiteres Hobby Deans waren Motorräder. Sein erstes war ein Whizzer-Moped, das er 1947 von seinem Onkel Marcus geschenkt bekam, danach besaß er eine tschechische 125er ČZ. Er kannte sich mit Mechanik aus und nahm mit dem Motorrad auch an Rennen teil. Später fuhr er unter anderem eine Harley, eine 500-cm³-Norton, eine Indian 500 und eine britische Triumph T-110, die an der Seite die Aufschrift „Dean’s Dilemma“ zierte.
1949, in seinem letzten Highschool-Jahr, informierte Brookshire in ihrem Kurs für Sprecherziehung die Schüler über einen Vorlesewettbewerb, der von der Indiana National Forensic League ins Leben gerufen worden war. Dean konnte sich für diesen Wettbewerb begeistern, suchte sich das Manuskript eines Irrsinnigen aus Charles Dickens’ The Pickwick Papers aus und probte den Vortrag mit Brookshire. Am 8. April 1949 fand in Peru, Indiana, die erste Runde des Wettbewerbs statt. Dean konnte mit seinem Vortrag überzeugen, er belegte den ersten Platz und wurde Landessieger. Er qualifizierte sich damit für den Bundeswettbewerb, der am Ende des Monats in Longmont, Colorado, stattfand.
Die Begeisterung an Deans Schule war groß und er wurde wie ein Held am Bahnhof verabschiedet, als er mit Brookshire zu dem Wettbewerb reiste. Da er bei seiner Inszenierung aber auch viel improvisierte (wie auch in seiner späteren Filmkarriere), überschritt er das Zeitlimit von zehn Minuten. In der ersten Runde wurde darauf nicht geachtet – jedoch in der Endrunde am nächsten Tag. Dean wollte nicht auf seine Mentorin hören und den Text kürzen, trug ihn unverändert vor und belegte Platz sechs. Die Enttäuschung darüber wog schwer.

### Rückkehr nach Los Angeles
Am 16. Mai 1949 feierte James Dean seinen Highschool-Abschluss und wurde mit Preisen für seine Leistung in den Fächern Bildende Kunst, Sport und Schauspiel geehrt. Als Examensgeschenk durfte er nach Indianapolis zu einem Autorennen reisen, was ihn offenbar dazu anregte, später selbst an Autorennen teilzunehmen. Obwohl ihm seine langjährige Mentorin Adeline Brookshire dazu riet, ein College irgendwo im Mittleren Westen zu besuchen, zog er nach Kalifornien, um mit seinem Vater zusammenzuleben, der mittlerweile sein Dasein als Witwer aufgegeben und 1945 Ethel Case geheiratet hatte.
Dean befolgte den Rat seines Vaters und entschied sich für ein Studium der Rechtswissenschaften am Santa Monica Junior College. Als auswärtiger Student musste er vor dem zweijährigen Grundstudium allerdings Vorbereitungskurse besuchen. Winton Dean bemühte sich, seine Vaterrolle zu erfüllen, die er lange Jahre gemieden hatte. Er kaufte seinem Sohn einen gebrauchten 1939er Chevrolet, damit er sich in der Stadt frei bewegen konnte. Trotz der Einwände seines Vaters gegen die Schauspielerei wurde Dean Mitglied der Miller Playhouse Theatre Guild in Los Angeles. Durch seine Bühnenkenntnisse und seine künstlerischen Fertigkeiten, Kulissen zu entwerfen, bekam er bald den Posten des Bühnenmanagers und spielte unter dem Künstlernamen Byron James eine kleine Nebenrolle in dem Stück The Romance of Scarlet Gulch.
Nach den Sommerkursen schrieb sich James Dean am Santa Monica City College ein. Er belegte mehrere Vorbereitungskurse für das bevorstehende Jura-Studium, daneben aber auch Theatergeschichte und den Anfängerkurs für Schauspiel, die beide von Jean Owen geleitet wurden. Sie wurde seine wichtigste Ratgeberin und las mit ihm außerhalb der regulären Kurse Werke von William Shakespeare, um ihm seine undeutliche Aussprache auszutreiben, die teilweise seinem Indiana-Dialekt, teilweise seiner Zahnbrücke geschuldet war.
Dean schnitt in seinem ersten Semester passabel ab, die Noten in den Vorbereitungskursen für Rechtswissenschaften lagen aber hinter den Erwartungen seines Vaters. Außerdem wurde er Mitglied in der Basketballmannschaft sowie im Jazz Appreciation Club. Im Frühjahr wurde er in die Opheleos Men’s Honor Service Organization gewählt, einen Club, dem nur die 21 besten Studenten des College angehörten. Dean setzte im nächsten Semester seine schauspielerische Ausbildung bei Owen fort und belegte bei ihr die Kurse Stimmbildung, Aussprache und Hörfunk und trat bei der Maifeier in einer Show mit dem Titel She Was Only a Farmer’s Daughter auf.

### Wechsel an die UCLA
Dean war trotz der Einschätzung seiner Schauspiellehrerin, die ihn für noch nicht reif genug für eine akademische Ausbildung hielt, besessen davon, an die UCLA zu wechseln. Sie bot in seinen Augen weit mehr Möglichkeiten als das Santa Monica City College. Seine Noten waren so gut, dass er sofort zum Studium zugelassen wurde, das er im Wintersemester 1950 antrat. Um seinen Vater nicht zu verärgern, belegte er weiterhin Jura-Einführungskurse. Trotzdem zog sein Entschluss Auseinandersetzungen mit seinem Vater nach sich und Dean entschied sich, auf den Campus der UCLA zu ziehen. Als Mitglied der Studentenbruderschaft Sigma Nu zog er zu Beginn des Semesters in deren Verbandshaus ein.
Trotz des offenen Bruchs mit seinem Vater belegte er als Hauptfach Jura und Theaterwissenschaft als Nebenfach. Das Geld für Studiengebühren, Miete und Verpflegung verdiente er sich mit Teilzeitjobs an der UCLA, unter anderem als Filmvorführer in Kursen, in denen audiovisuelle Medien eingesetzt wurden. Beim Vorsprechen für das Theaterstück Macbeth profitierte er von der Arbeit mit Jean Owen und erhielt die Rolle des Malcolm. Das Stück wurde in der mit 1600 Sitzplätzen ausgestatteten Royce Hall der UCLA vom 29. November bis 2. Dezember viermal aufgeführt. Obwohl James Dean nur mäßige Kritiken erhielt, wurde die Filmagentin Isabelle Draesemer auf den jungen Schauspieler aufmerksam. Er bekam am 13. Dezember 1950 seine erste bezahlte Rolle in einem zweiminütigen Pepsi-Werbespot, in dem er Freunden auf einem Karussell Pepsi-Flaschen aus einer Truhe reichte. Für die einen Tag dauernden Dreharbeiten bekam er 25 US-Dollar und einen Imbiss.
Dem Triumph folgte jedoch bald ein Rückschlag, als er von einem Mitglied seiner Verbindung wegen seines Engagements in Macbeth verspottet wurde. Es kam zu einer Schlägerei, für die Dean als der Schuldige verantwortlich gemacht wurde. Er musste das Verbindungshaus verlassen, und so zog er mit seinem Mitstudenten Bill Bast in eine Wohnung in Santa Monica, ganz in der Nähe des Ortes, an dem er die Kindheit mit seinen Eltern verbracht hatte. In seinem neuen Zuhause malte Dean zahlreiche Ölbilder und setzte sich mit den Werken Henry Millers, Kenneth Patchens und Stanislawskis auseinander (letzterer entwickelte das nach ihm benannte „Stanislawski-System“, das das amerikanische Method Acting begründete).

### Zusammenarbeit mit James Whitmore und Studienabbruch
In den folgenden Monaten besuchte Dean Vorsprechtermine, die seine Agentin Isabell Draesemer für ihn organisierte. Zudem wurde er wie auch sein Mitbewohner Bill Bast Mitglied in James Whitmores Theater-Workshop. Whitmore war am Actors Studio in New York City ausgebildet worden, hatte am Broadway gespielt und war für die beste Nebenrolle in dem Kriegsdrama Kesselschlacht für den Oscar nominiert worden. Obwohl er kein ausgebildeter Schauspiellehrer war, verpflichtete sich Whitmore, zehn begabten Schauspielschülern unbezahlten Unterricht zu geben. In jenen Tagen sprach Dean für das UCLA-Stück The Dark of the Moon vor, konnte aber in der wichtigsten Inszenierung des Semesters noch nicht einmal eine Nebenrolle ergattern.
Aus Enttäuschung und auch, weil ihm die akademische Ausbildung nicht behagte, brach er sein Studium an der UCLA ab und beschloss, sich ganz auf die Unterhaltungsbranche zu konzentrieren. Seine Agentin besorgte ihm eine Nebenrolle als Johannes der Täufer in dem religiösen Film Hill Number One von Jerry Fairbanks, mit dem er bereits bei dem Pepsi-Werbespot zusammengearbeitet hatte. Die Rolle, für die er 150 US-Dollar Gage erhielt, verschaffte ihm seinen ersten Fanclub, den einige Schülerinnen der Immaculate Heart Catholic School in Los Angeles gründeten, als sie den Film am Ostersonntag gesehen hatten. Er folgte ihrer Einladung, hielt vor den Mädchen eine Rede und gab Autogramme.

### Beginn der Filmkarriere
Dean absolvierte in den nächsten Monaten weitere Vorsprechtermine, konnte aber nach Hill Number One in Hollywood zunächst keine Rolle erhalten und verfiel, wie Freunde später berichteten, in Depressionen. Er besuchte schließlich vor Ort zahlreiche Partys, um Kontakte zu knüpfen. Doch bei Vorsprechterminen wurde er wegen seiner Körpergröße von 1,73 Meter (bei 65 Kilogramm Gewicht) immer wieder als zu klein abgewiesen. Sein Mitbewohner Bill Bast verschaffte ihm einen Job als Platzanweiser bei CBS, den er jedoch nach kurzer Zeit wieder aufgab. Er zog aus der mit seinem Schauspielkollegen geteilten Wohnung aus, nahm sich ein Zimmer im Gower Plaza Hotel und suchte sich einen Job als Parkwächter in der Nähe des CBS-Rundfunkstudios am Sunset Boulevard. Dort ergatterte er kleinere Rollen in den drei Rundfunksendungen Alias Jane Doe, Hallmark Playhouse und Stars over Hollywood.
1951 war James Dean in seinem ersten Kinofilm zu sehen: In Samuel Fullers Koreakriegsdrama Der letzte Angriff hatte er eine kleine Nebenrolle. Bis 1953 absolvierte er kleine Auftritte in vier weiteren Filmen, ohne dafür eine Nennung im Abspann zu erhalten: Seemann, paß auf, Hat jemand meine Braut gesehen?, Die Maske runter und Ärger auf der ganzen Linie. Im Fernsehen folgte eine weitere Statistenrolle in der Alan Young Show.

### Umzug nach New York
Im Winter 1951 nahm James Dean den Rat seines Schauspielmentors James Whitmore an, nach New York umzuziehen und eine seriöse Schauspielkarriere am Theater zu starten. Nach einem kurzen Abstecher zu seinen Verwandten in Fairmount mietete sich Dean in New York im Hotel Iroquois ein. Da ihn Geldsorgen plagten, nahm er sich aber bald ein Zimmer in einem Heim des Christlichen Vereins Junger Menschen (YMCA) und jobbte in einer Bar als Tellerwäscher.
Im November 1951 bekam er einen Job in der Show Beat the Clock. Er diente dort für fünf Dollar pro Stunde als eine Art Testkandidat und stimmte das Publikum auf die Show ein. Seine Agentin wurde Jane Deacy, von der damals spätere Berühmtheiten wie Martin Landau oder George C. Scott vertreten wurden. Durch sie bekam er eine Nebenrolle in dem Fernsehdrama The Webb sowie Statistenrollen in der Science-Fiction-Serie Tale of Tomorrow und in der Studio-One-Episode Ten Thousand Horses Singing.
Am 21. Mai 1952 trat Dean in Prologue to Glory, einer Folge der Serie Kraft Television, auf. Kurz darauf spielte er eine kleine, aber wichtige Rolle in einer Folge der Serie Studio One, die von Abraham Lincoln handelte, und hatte einen Auftritt in Forgotten Children, einer Folge der Serie Hallmark Hall of Fame. Im Juli und August 1952 nahm er einen Job als Regieassistent bei NBC an.

### Aufnahme am Actors Studio
Ein bedeutender Schritt nach vorne gelang James Dean, als er sich um einen Platz am renommierten Actors Studio bewarb. Zusammen mit 150 weiteren Bewerbern kam er zum Vorsprechen und führte gemeinsam mit seiner Schauspielkollegin Christine White ein selbstgeschriebenes Skript auf, in dem sich eine reiche Südstaatlerin und ein begabter heimatloser junger Mann im Verlauf von einigen Wochen durch nächtliche Strandspaziergänge ihre Lebensgeschichten anvertrauen. Obwohl es beim Actors Studio nicht gern gesehen wurde, wenn Schauspieler mit ihren eigenen Texten vorsprachen, und beide das gesetzte Zeitlimit nicht einhielten, gehörten Dean und White zu den fünfzehn Bewerbern, die angenommen wurden. „Sie spielten einfach und glaubhaft. Es war einfach wundervoll. Genau das, was wir bei Bewerbern sehen wollen“, so später der Gründer der Schauspielschule Lee Strasberg, der ebenfalls beim Vorsprechen anwesend war. In einem Brief an seinen Onkel und seine Tante in Fairmount aus dem Jahr 1952 schrieb Dean über seinen Erfolg:

„Ich habe große Fortschritte in meinem Beruf gemacht. Nach monatelangen Proben kann ich Euch zu meinem großen Stolz mitteilen, dass ich ein Mitglied des Actors Studio bin. Die beste Schule für das Theater. Sie beherbergt so berühmte Leute wie Marlon Brando, Julie Harris, Arthur Kennedy, Elia Kazan, Mildred Dunnock, Kevin McCarthy, Monty Clift, June Havoc und viele andere. Sehr wenige dürfen sie besuchen, und es ist absolut kostenlos. Es ist das Beste, was einem Schauspieler passieren kann. Ich gehöre zu den Jüngsten. Falls ich diesen Aufwärtstrend beibehalten kann und sich nichts in meine Fortschritte einmischt, könnte ich eines Tages fähig sein, etwas zur Welt beizutragen.“

Am Actors Studio besuchte James Dean die ersten Kurse, sah anderen Schauspielern bei ihren Szenen zu und freundete sich mit einigen Mitgliedern des Studios an, darunter Roddy McDowall, Lonny Chapman, Vivian Nathan und David Stewart. Die erste Szene, die Dean vorbereitete, stammte aus einer Passage aus dem Roman Matador von Barnaby Conrad; Dean hatte sie sich ausgesucht, weil er selbst den Stierkampf liebte. Der Monolog über einen Stierkämpfer, der sich auf seinen letzten Kampf vorbereitet, war aber in sich nicht stimmig, und Dean brach den Auftritt ab und musste heftige Kritik von Lee Strasberg einstecken, der den ausgewählten Text und Deans Schauspielleistung entsetzlich fand.
Nach diesem Misserfolg kühlte Deans Leidenschaft für das Actors Studio merklich ab. Er besuchte es längere Zeit überhaupt nicht mehr, bis er eine Rolle in dem Theaterstück The Scarecrow bekam, die vom Actors-Studio-Mitglied Frank Corsaro am Theatre de Lys inszeniert wurde. Corsaro überredete Dean, wieder das Actors Studio zu besuchen, und er nahm daraufhin an mehreren Improvisationen Corsaros teil. In der Folgezeit befasste sich Dean mit Musik und Literatur und nahm Tanzstunden bei Eartha Kitt und Katherine Dunham. Er entwickelte eine starke Affinität zum Bongospiel und nahm Klavierunterricht bei dem Komponisten Leonard Rosenman. Er trampte kurze Zeit später mit zwei Freunden nach Fairmount zu Onkel und Tante, wo er auch seine alte Mentorin Adeline Brookshire wiedertraf, die ihn in ihrem Theaterkurs unterrichten ließ.

### Erster Broadway-Auftritt
In Fairmount, Indiana, erreichte Dean auch die Nachricht seiner Agentin, dass der Theaterregisseur Lemuel Ayers Schauspieler für sein Broadwaystück See the Jaguar suchte und sich nach James Dean erkundigt hatte. Zurück in New York, lernte Dean seinen Text auswendig. Das Stück von N. Richard Nash spielt auf dem Land im Süden der Vereinigten Staaten und erzählt die Geschichte eines 17-jährigen Jungen, der von seiner herrschsüchtigen und geistig verwirrten Mutter von der Außenwelt isoliert wird, indem er oft in einen Eiskeller gesperrt wird. Als seine Mutter stirbt, trifft Protagonist Wally Wilkins in der nächsten Stadt auf ein Paar, das einen Wanderzoo betreibt. Als Wally den Jaguar des Ehepaares versehentlich tötet, wird er in den Ausstellungskäfig gesperrt, neben dem das Schild „See the Jaguar“ (deutsch: „Besichtigen Sie den Jaguar“) prangt.
Beim Vorsprechen konnte Dean als emotional verkrüppelter Wally überzeugen und bekam die Rolle. Die ersten Testaufführungen, in denen Dean auch das Lied Green Briar, Blue Fire singen musste, fanden am 12. November 1952 im Parsons Theatre von New Haven, Connecticut, statt. Am 3. Dezember feierte See the Jaguar am Broadway Premiere. Während das Stück jedoch verrissen und nur vier Tage aufgeführt wurde, bekam James Dean seitens der Kritiker Lob zugesprochen.
Durch die guten Kritiken als ernstzunehmender Schauspieler bestätigt, erhielt Dean Engagements für verschiedene Fernsehfilme. Am 8. Januar 1953 spielte er unter der Regie des damals noch unbekannten Sidney Lumet in The Capture of Jesse James. Er agierte als Bob Ford, der Mann, der Jesse James erschoss. Am 14. April spielte Dean im Fernsehfilm No Room, der im Rahmen der Serie Danger ausgestrahlt wurde. Zwei Tage später war er in The Case of the Sawed-off Shutgun zu sehen, einer Folge der Serie Treasury Man in Action.
Im Mai 1953 spielte Dean eine kleine Rolle in dem Stück End as a Man, bei dessen Inszenierung er im Actors Studio dreimal mitwirkte, bevor es mit einem anderen Darsteller Off-Broadway aufgeführt wurde. Er spielte außerdem in Edna St. Vincent Millays Stück Aria da Capo und dem Stück The Sea Gull, für das Dean von Lee Strasberg gelobt wurde. Es folgten weitere Fernsehauftritte in den Serien Tales of Tomorrow, Campbell Playhouse, Studio One Summer Theatre und Campbell Soundstage. Am 4. Oktober 1953 agierte Dean in Glory in the Flower neben Hume Cronyn und Jessica Tandy. Am 11. November 1953 spielte er seine erste Hauptrolle im Fernsehen in der Folge A Long Time Till Dawn aus der Serie Kraft Television Theatre, in der er einen Verbrecher mimt, der versucht, auf den rechten Weg zu kommen. Kurze Zeit später folgte eine Rolle in Harvest, der Thanksgiving-Folge von Robert Montgomery Presents, in der er neben Ed Begley, Dorothy Gish und Vaughn Taylor spielte. Die vielen Fernsehrollen verliehen Dean sehr viel Sicherheit in seinem Spiel.

### Durchbruch am Broadway
Ende des Jahres 1953 wurden Ruth und Augustus Goetz damit beauftragt, André Gides autobiografischen Roman Der Immoralist für den Broadway zu adaptieren. Der Roman spielt in Frankreich um die Wende des 19. Jahrhunderts und erzählt die Geschichte des jungen Archäologen Michel, der seine Homosexualität verdrängt und eine Frau namens Marcelline ehelicht. Als das Paar die Flitterwochen im nordafrikanischen Biskra verbringt, wird Michel von dem Hausboy Bachir verführt. Bachir verhöhnt Michel, da er unfähig ist, mit seiner Frau zu schlafen. Als die Ehe nach zwei Monaten noch nicht vollzogen ist, betrinkt sich Michel, schwängert seine Frau, und beide kehren nach Frankreich zurück.
James Dean sprach für die Rolle des Bachir vor und bekam sie. Geraldine Page spielte Marcelline, Louis Jourdan den Part von Michel. Die Proben, die am 18. Dezember 1953 im Ziegfeld Theatre begannen, wurden durch einen Konflikt von Jourdan und Dean beherrscht. Beide waren unterschiedlich ausgebildete Schauspieler, Jourdan klassisch, Dean agierte spontan und unvorhersehbar in seiner Rolle als Bachir und spielte ihn kokett und überdreht. Nachdem Dean über Weihnachten seine Verwandten in Fairmount besucht hatte, fanden Testaufführungen von The Immoralist in Philadelphia statt. Der Konflikt spitzte sich noch zu, und der bisherige Regisseur Herman Shumlin, mit dem sich Dean sehr gut verstand, wurde durch Daniel Mann ersetzt, den Dean nicht ausstehen konnte. Man erwog, Dean durch einen anderen Schauspieler zu ersetzen, doch die Zeit bis zur ersten Aufführung in New York war zu kurz, und Hauptdarstellerin Geraldine Page setzte sich kategorisch für James Dean ein. So fanden die Voraufführungen ab dem 1. Februar 1954 in New York statt, und als das Stück an Deans 23. Geburtstag, dem 8. Februar, im Royal Theatre am Broadway seine Premiere feierte, hatte er vollends die Figur des Bachir verinnerlicht.
Die Kritiker waren überwältigt von Deans Spiel, vor allem von einer Sequenz, die als Scherentanz in die Theatergeschichte einging. In dieser Szene tanzte James Dean in einem weiten Abendmantel über die Bühne, in der Hand eine Schere, die er auf- und zuschnappen ließ und so symbolisch die Figur des Michel aus seinem bisherigen Leben herausschnitt und in das von Bachir zog.

### Jenseits von Eden: Durchbruch in Hollywood
Unmittelbar nach den fabelhaften Kritiken für das Broadwaystück The Immoralist gab James Dean den Part von Bachir auf. Seine Kündigung trat zwei Wochen später in Kraft. Dean hatte von Regisseur Elia Kazan eine Hauptrolle in seinem neuesten Film Jenseits von Eden angeboten bekommen. Er kannte Dean von seiner Zeit am Actors Studio und hatte ihn in The Immoralist gesehen.
„James Dean sah genauso aus wie Cal Trask in Jenseits von Eden, und er sprach auch so. Als er das New Yorker Büro der Warner Bros. betrat, wusste ich sofort, dass ich den richtigen Mann für die Rolle gefunden hatte. Er war vorsichtig, störrisch und misstrauisch und schien voller unterdrückter Gefühle“, so Kazan. Zwar hatte das Filmstudio Warner Brothers seinem Regisseur noch keine Genehmigung für die Dreharbeiten gegeben, doch Dean war selbstverständlich angetan von der Idee, die Hauptrolle in einem Hollywood-Streifen zu übernehmen, und er absolvierte am 17. Februar 1954 seinen Part als Herakles’ Sohn Hyllos in dem Sophokles-Stück Die Trachinierinnen an der Seite von Anne Jackson und Eli Wallach an der New School for Social Research in Manhattan sowie am 23. Februar seinen letzten Auftritt in The Immoralist.
Am 8. März 1954 flog James Dean gemeinsam mit Elia Kazan von New York nach Los Angeles. Zwei Tage zuvor war offiziell bekanntgegeben worden, dass Dean die Hauptrolle in Kazans neuestem Film erhalten würde. Kazan war zu dieser Zeit der gefragteste Regisseur im Theater- und Filmgeschäft und hatte 1948 den Oscar als bester Regisseur für Tabu der Gerechten erhalten. Dean führte die Habseligkeiten, die er benötigte, in zwei verschnürten Papiertüten mit sich. In Los Angeles angekommen, besuchte James Dean gemeinsam mit Elia Kazan seinen Vater an seiner Arbeitsstelle im Krankenhaus. Kazan schrieb später: „Die starke Spannung zwischen den beiden war offensichtlich, und es war keine produktive Spannung. Ich hatte das Gefühl, dass der Vater den Sohn nicht mochte.“
Genau dieses Leitmotiv durchzog auch Elia Kazans geplantes Drama Jenseits von Eden. Der Film basiert auf dem gleichnamigen Roman von John Steinbeck, mit dem Kazan befreundet war. Beide hatten gemeinsam an dem Originaldrehbuch zu Viva Zapata (1952) gearbeitet. Jenseits von Eden spielt in Salinas, Kalifornien, um die Zeit des Ersten Weltkrieges. Der Titel der Romanvorlage geht auf ein Zitat aus dem Alten Testament zurück. Der Film handelt von den beiden Zwillingsbrüdern Cal und Aron, die von ihrem puritanischen Vater Adam Trask streng nach der Bibel erzogen werden. Während Aron, brav und folgsam, in der Gunst des Vaters steht, gibt sich Cal grüblerisch und schwierig. Als der Vater bei einer Spekulation fast sein gesamtes Vermögen verliert, hofft Cal vergeblich, seine Liebe und Anerkennung mit einem großzügigen Geldgeschenk zu gewinnen, doch er wird wie schon oft in seinem Leben vom Vater zurückgestoßen. Aus Rache eröffnet Cal seinem Bruder Aron die Wahrheit über die totgeglaubte Mutter, die ein gutgehendes Bordell in der Stadt betreibt. Aron bricht zusammen, betrinkt sich und meldet sich freiwillig für den Kriegsdienst. Die Nachricht über Arons Schicksal ist für den Vater zu viel, und er bricht mit einem Schlaganfall zusammen. Das Drehbuch von Paul Osborn basiert nur auf den letzten beiden Kapiteln von Steinbecks Roman.
Um im Film wie ein gesunder Bauernjunge zu wirken und nicht wie ein blasser Stadtmensch, riet Kazan seinem Hauptdarsteller, sich eine Woche lang etwas Bräune in der Wüste zu holen, was Dean auch tat. Für Jenseits von Eden erhielt James Dean tausend Dollar in der Woche; er unterschrieb am 7. April 1954 seinen Vertrag mit Warner Brothers. Vertreten wurde er von Dick Clayton, der Deans Interessen an der Westküste wahrnehmen sollte, wie seine Agentin in New York ihm geraten hatte. Von dem Geld kaufte er sich seinen ersten Rennwagen, einen roten MG, Baujahr 1954. Zum Schauspielensemble stieß später Richard Davalos hinzu, der Paul Newman die Rolle des Aron wegschnappte. Die weibliche Hauptrolle der Abra, die zwischen den beiden Brüdern steht, wurde mit Julie Harris besetzt. Sie hatte sich beim Casting unter anderem gegen Joanne Woodward durchgesetzt, die spätere Ehefrau von Paul Newman. In die Rolle des strengen Vaters schlüpfte Raymond Massey.
Die Dreharbeiten begannen am 22. Mai 1954 in Mendocino. Die Filmcrew war fünf Kilometer entfernt in einer Herberge des Dorfes Little River untergebracht. Zu Beginn der Dreharbeiten kam es zu einem Zwischenfall, als James Dean mit der giftigen Pflanze Giftsumach in Berührung kam und an einer Hautentzündung laborierte. Er wurde von der Wirtin der Herberge gesundgepflegt.
Die Dreharbeiten zu Jenseits von Eden gestalteten sich schwierig, da Dean, während die Produktion auf das Studiogelände von Warner Brothers in Burbank verlegt wurde, nicht auf Besuche der Partyszene Hollywoods verzichten wollte. Elia Kazan quartierte James Dean daraufhin in einen Bungalow direkt gegenüber von seinem eigenen auf dem Studiogelände von Warner Brothers ein, damit er ein Auge auf seinen Hauptdarsteller haben konnte, wie er 1988 in seiner Autobiografie A Life bekannte. Dean manipulierte außerdem seinen Filmvater Raymond Massey abseits der Filmkamera, indem er ihn immer wieder provozierte, damit Massey seinen Zorn gegenüber Dean nicht nur spielte und so in seiner Rolle noch überzeugender wirkte. Massey störte sich außerdem am Improvisationstalent Deans, der die Texte aus dem Drehbuch häufig nicht auswendig konnte. Obwohl Elia Kazan mit dem Gedanken gespielt hatte, Marlon Brando (für den James Dean schwärmte) und Montgomery Clift als ungleiche Brüder zu besetzen, war John Steinbeck, mit dem Kazan während der Dreharbeiten regelmäßig korrespondierte, angetan von James Dean in der Hauptrolle, und der Film war am 9. August 1954, nach zehnwöchiger Drehzeit, im Kasten.

### Aufbau zur Kultfigur
In dieser Zeit wurde James Dean von Warner Brothers zur männlichen Kultfigur stilisiert, um den finanziellen Erfolg des Films zu sichern. Dean wurde mit der attraktiven Schauspielerin Pier Angeli zusammengebracht, die ebenso wie Dean gerade zum Hollywoodstar aufgebaut wurde und zu diesem Zeitpunkt den Film Der silberne Kelch mit Paul Newman abgedreht hatte. Die Kampagne war erfolgreich, und Dean und Angeli wurden von den Gazetten bald als Traumpaar Hollywoods gehandelt. Tatsächlich kamen sich beide auch privat näher.
Nach den Dreharbeiten flog James Dean wieder nach New York, wo er in einer Folge der Serie Philco Television Playhouse spielte. Als er zwei Wochen später nach Los Angeles zurückkehrte, zerbrach langsam die Beziehung zu Pier Angeli, deren Mutter den Umgang mit James Dean nicht tolerierte. Dean zeigte sich weiterhin in der Öffentlichkeit mit attraktiven Starlets, darunter Ursula Andress und Terry Moore. Dean und Angeli traten zum letzten Mal gemeinsam als Paar bei der Premiere zu dem Film Ein neuer Stern am Himmel auf. Pier Angeli heiratete am 24. November 1954 den Popsänger Vic Damone.
Während Jenseits von Eden sich noch im Schnitt befand, weigerte sich das Filmstudio Warner Brothers, James Dean für die MGM-Produktion Die Verlorenen auszuleihen. Dean nahm zwischenzeitlich wieder mehrere Fernsehrollen an, darunter im Film Padlocks, einer Folge des CBS-Programms Danger mit Mildred Dunnock und der Folge I’m a Fool des General Electric Theatre, in der er an der Seite von Natalie Wood einen armen Bauernjungen spielte, der vorgibt, reich zu sein. Nebenbei nahm Dean Schauspielunterricht bei Jeff Corey.
Am 12. Dezember 1954 war Dean noch einmal im Fernsehen in einer Folge der Serie General Electric Theatre zu sehen, bevor er das Weihnachtsfest bei seinem Onkel und seiner Tante in Fairmount und einigen Freunden in New York verbrachte. James Dean hatte trotz einer gemieteten Wohnung in den Hügeln von West Hollywood seine alte Wohnung in New York nicht aufgegeben. Währenddessen wurde der Kinostart von Jenseits von Eden auf den Mai 1955 festgelegt.
Am 29. Dezember wurde James Dean von dem befreundeten Fotografen Roy Schatt für Life, die damals größte Illustrierte der Vereinigten Staaten, fotografiert. Die Bilder, auf denen Dean unrasiert in einem Pullover posiert, wurden jedoch von Life als zu frech bewertet und nicht veröffentlicht. Nachdem Dean in The Thief aus der Serie The U.S. Steel Hour mitgewirkt hatte, wurde er zurück nach Los Angeles gerufen. Während die Werbemaschinerie für Jenseits von Eden lief und Dean mehrfach in Zeitschriften Erwähnung als kommender Star des Jahres fand, wurde er vom Fotografen Dennis Stock begleitet, der eine Bildreportage mit dem zukünftigen Star wieder für die Illustrierte Life plante. Stock begleitete Dean zwei Wochen lang in Los Angeles; in der ersten Februarwoche 1955 reisten sie auf die Farm von Deans Verwandten nach Fairmount. Dennis Stock nahm James Dean an verschiedenen Schauplätzen seines bisherigen Lebens auf – auf der Farm, wo er aufgewachsen war, in der Stadt oder auf der Bühne seiner High School, wo er auch den Valentinstag als Ehrengast verbrachte und an den Congas der George Columbus Combo spielte. Allgemeine Misstöne gab es, als Dean sich im Beerdigungsinstitut Hunt’s in einem Sarg fotografieren ließ. Danach reiste Dean mit dem Fotografen nach New York, wo er unter anderem auf dem Times Square, in seiner Wohnung und hinter der Bühne mit Geraldine Page abgelichtet wurde. Dean gab außerdem Howard Thompson von der New York Times ein Interview in der Wohnung seiner Agentin. Die Bilder von Dennis Stock wurden am 7. Mai 1955 von Life veröffentlicht. 2015 wurde diese Geschichte mit Life verfilmt. Die Rolle von Dean übernahm dabei Dane DeHaan.
Am 9. März 1955 fand die Premiere von Jenseits von Eden statt, der Dean allerdings nicht beiwohnte. Er feierte den Erfolg, indem er seinen ersten Porsche kaufte, einen Porsche 356 1600 Speedster (Fahrgestellnr. 82621), mit dem er am 26. März 1955 an den zweitägigen Straßenrennen von Palm Springs, Kalifornien, teilnahm. Dean gewann mit seinem Porsche das Qualifikationsrennen und trat im Finale gegen Veteranen wie Ken Miles und Cy Yedor an, die beide MG Specials fuhren. James Dean beendete das Rennen als Dritter, wurde aber später auf Platz zwei gesetzt, nachdem Miles wegen einer technischen Regelwidrigkeit an seinem Wagen disqualifiziert wurde.

### … denn sie wissen nicht, was sie tun: Arbeit mit Nicholas Ray
Im selben Monat begannen die Dreharbeiten zu … denn sie wissen nicht, was sie tun, nachdem Dean kurz zuvor eine Hauptrolle in George Stevens Giganten erhalten hatte, die Dreharbeiten jedoch wegen Terminschwierigkeiten mit dem Co-Star Elizabeth Taylor verschoben wurden. In Nicholas Rays Film spielt Dean erneut einen Außenseiter, Jim Stark, einen Jugendlichen, der nach seinem Umzug in der neuen Stadt auf der Suche nach Anerkennung ist. Er liefert sich Messerkämpfe und Autorennen mit einer Jugendgang und findet bei der naiven Judy und dem introvertierten Einzelgänger Plato, der heimlich Gefühle für Jim empfindet, eine Ersatzfamilie.
Der Film basiert auf einer gleichnamigen soziologischen Studie, die Robert M. Lindner erstellte. Das Studio erwarb wegen des verlockend klingenden Titels Rebel Without a Cause eine Option auf Lindners Werk, wusste aber nichts damit anzufangen. Lindner schrieb später eine Kurzgeschichte über Jugendgangs, die auch gekauft und für die Leinwand adaptiert wurde. Acht Jahre nach dem Verkauf der Rechte an das Filmstudio entdeckte Ray ihr Potential sowie in James Dean die perfekte Projektionsfläche der jugendlichen Bedürfnisse, und die Dreharbeiten begannen am 28. März 1955.

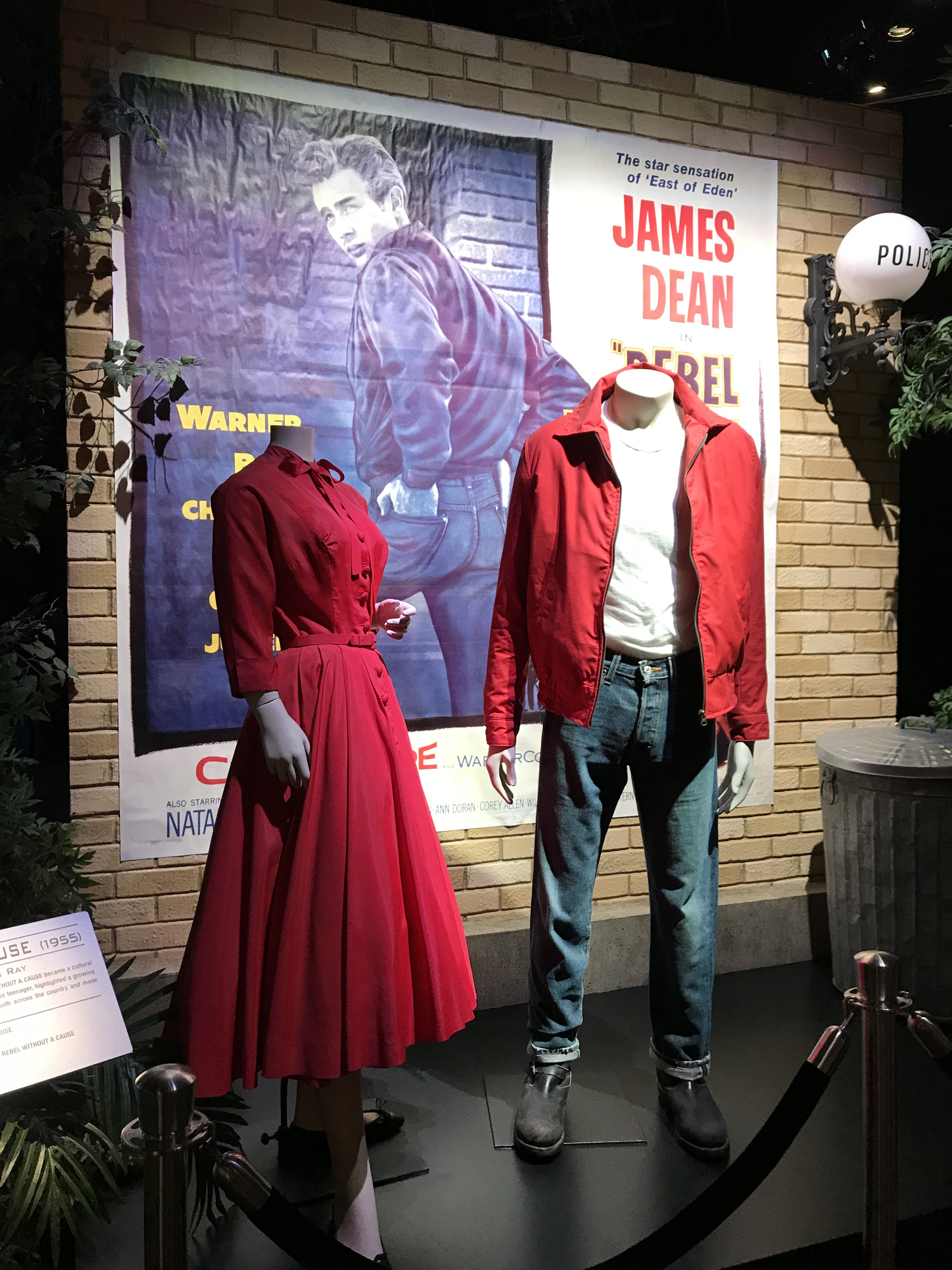
Kostüme des Films … denn sie wissen nicht, was sie tun

Dean, der während der Dreharbeiten an Malaria erkrankte, bekam den Messerkampf von Frank Mazzola beigebracht, einem Bandenmitglied, der im Film eine Nebenrolle als Crunch bekleidete. Dean improvisierte die Anfangsszene, in der er seine Aufmerksamkeit einem gefundenen Spielzeugaffen widmet, und brach sich seinen Knöchel bei einer Szene auf der Polizeistation, als er mit der Hand gegen einen Schreibtisch schlug. Die rote Jacke, die James Dean im Film trägt und die als Symbol für die Auflehnung steht, wurde für Dean vom Regisseur und Kostümdesigner Moss Mabry ausgewählt, nachdem vier Tage nach Drehbeginn entschieden wurde, … denn sie wissen nicht, was sie tun in Farbe zu drehen, um den Film aufzuwerten. Zuvor war überlegt worden, den Hauptdarsteller mit Brillengläsern und einer braunen Jacke zu versehen, um ihn eher dümmlich als heroisch wirken zu lassen. Das Klima am Set war geprägt von der Harmonie zwischen Hauptdarsteller und Regisseur, wobei Regisseur Ray James Dean in seiner schauspielerischen Interpretation viele Freiheiten ließ. Dies tat er, da er früh erkannte, dass sich nur so Deans ganzes Talent an den Tag legen lassen könnte. Dean äußerte den Wunsch, selbst einmal Regie zu führen und sein Lieblingsbuch, Antoine de Saint-Exupérys Der kleine Prinz, zu verfilmen.
Während der zweimonatigen Dreharbeiten zu … denn sie wissen nicht, was sie tun nahm James Dean am 1. Mai 1955 in Bakersfield, Kalifornien, erneut an einem Autorennen teil. In Bakersfield wurde er wieder Dritter in einem Panhard Devin, gewann jedoch in der 1300–2000-cm³-Klasse. Vor den Dreharbeiten zu Giganten nahm er vom 28. bis 29. Mai 1955 an seinem dritten Rennen teil. Beim Santa Barbara Road Race lag er auf Platz vier, bevor an seinem Porsche ein Motorkolben brach.

### Giganten: Seine letzte Rolle
In seinem letzten Film Giganten spielte James Dean an der Seite von Rock Hudson und Elizabeth Taylor. Die Dreharbeiten, die für James Dean am 3. Juni 1955 im texanischen Marfa begannen, wurden beherrscht von einer Rivalität der beiden Hauptdarsteller, die jedoch die Authentizität ihrer Rollen erhöhte. Giganten basiert auf dem gleichnamigen erfolgreichen Roman von Edna Ferber und schildert die Beziehung zwischen dem Rinderbaron Bick Benedict und seiner Frau Leslie (gespielt von Rock Hudson und Elizabeth Taylor) und dem einfachen Farmarbeiter Jett Rink (James Dean) in einem Zeitraum von über vierzig Jahren. Als Rink auf seinem eigenen Stück Land Öl findet, wird er zum mächtigsten Konkurrenten seines früheren Arbeitgebers. Doch der Reichtum beginnt auch, Rinks Leben umzukrempeln, und er wird zum einsamen Alkoholiker. Die Filmfigur Deans basiert auf dem Leben des texanischen Ölmillionärs Glenn McCarthy (1908–1988), der ein irischer Einwanderer war und 1949 in Houston, Texas, unter anderem das Shamrock Hotel errichtete. In Giganten alterte Deans Figur von 19 auf 46 Jahre, eine Herausforderung für die damaligen Maskenbildner.
Ebenfalls spannungsgeladen war für Dean das Verhältnis zum Regisseur George Stevens, der ihm die Rolle des Jett Rink nach der Absage seines Wunschkandidaten Alan Ladd zusagte. Stevens mochte keine Schauspieler, die versuchten, während der Szenen zu experimentieren. Außerdem war der Regisseur in Hollywood für seinen Perfektionismus bekannt. Stevens liebte es, jede Szene aus vielen Perspektiven zu drehen, sodass zahllose Aufnahmen dafür notwendig waren. Dean betitelte Stevens’ Technik lapidar als „Around-the-clock“-Methode. Er wurde Stevens’ Ansprüchen in der ersten Woche kaum gerecht, und der Regisseur stauchte seinen Hauptdarsteller vor der gesamten Filmmannschaft zusammen. Dean suchte Trost bei seinen weiblichen Co-Stars Elizabeth Taylor und Mercedes McCambridge. Taylor schenkte ihm gegen Ende der Dreharbeiten ein Kätzchen. Viel Zeit beim Dreh, der sich in die Länge zog, verbrachte Dean mit dem Dialogtrainer Bob Hinkle. Hinkle brachte Dean Lasso-Tricks bei, und beide gingen während des fünfwöchigen Drehs nachts auf Kaninchenjagd.
Der Konflikt zwischen Dean und Stevens erreichte am 23. Juli seinen Höhepunkt, als die Dreharbeiten nach Los Angeles verlegt worden waren. Dean erschien nicht am Set; er hatte an dem Tag auch keine Szene zu drehen. Stevens ließ Dean durch seine Assistenten aufspüren – er hatte sich einen Tag freigenommen, um in ein gerade gemietetes Haus im San Fernando Valley einzuziehen. Stevens war so wütend, dass er verkündete, nie wieder mit James Dean arbeiten zu wollen. Er ließ ein Schreiben an Warner Brothers aufsetzen, das alle Punkte enthielt, in welcher Weise Dean die Dreharbeiten behindert habe. Dean kommentierte die Probleme während des Drehs mit Erschöpfung, da die Arbeit zu … denn sie wissen nicht, was sie tun und Giganten deutlich länger gedauert und er zwischen den beiden Produktionen nur drei Tage Pause gehabt habe. Schon vor den Dreharbeiten zu Giganten war Dean erschöpft gewesen und von einem Arzt auf eine Eiweißdiät gesetzt worden.
Nach dem erfolgreichen Start von Jenseits von Eden und den Produktionen … denn sie wissen nicht, was sie tun und Giganten verhandelte Deans Agentin Jane Deacy einen neuen Vertrag für ihn aus. Die bisherigen 1500 US-Dollar pro Drehwoche sollten drastisch erhöht und wenn möglich an die Spitzengagen von Rock Hudson oder Elizabeth Taylor, die zu diesem Zeitpunkt 100.000 US-Dollar pro Film bekamen, angeglichen werden. Dafür werde sich Dean verpflichten, in den folgenden sechs Jahren in neun Warner-Brothers-Filmen mitzuspielen. Darüber hinaus verlangte Dean, eine eigene Produktionsgesellschaft für Film- und Fernsehprojekte zu gründen, die unter dem Dach von Warner Brothers operieren sollte.
Der Vertrag sollte in der ersten Oktoberwoche 1955 unterzeichnet werden. Dean sollte, wenn Warner Brothers mit dem Vertrag einverstanden gewesen wäre, den nächsten Film in Angriff nehmen. Zuvor hätte er aber noch den Film Die Hölle ist in mir abdrehen müssen, eine von MGM geplante Filmbiografie über den Boxer Rocky Graziano, sowie zwei Fernsehfilme. MGM hatte für Giganten ihren Star Elizabeth Taylor an Warner Brothers ausgeliehen, weshalb Dean als Gegenleistung in einem Film von Metro-Goldwyn-Mayer auftreten sollte. Inzwischen waren die Dreharbeiten zu Giganten, die 5,4 Millionen US-Dollar und 115 Drehtage verschlangen, beendet worden. Für Jenseits von Eden hatte Dean 10.000 Dollar, für … denn sie wissen nicht, was sie tun 15.000 und für Giganten rund 20.000 US-Dollar erhalten.

### Früher Tod

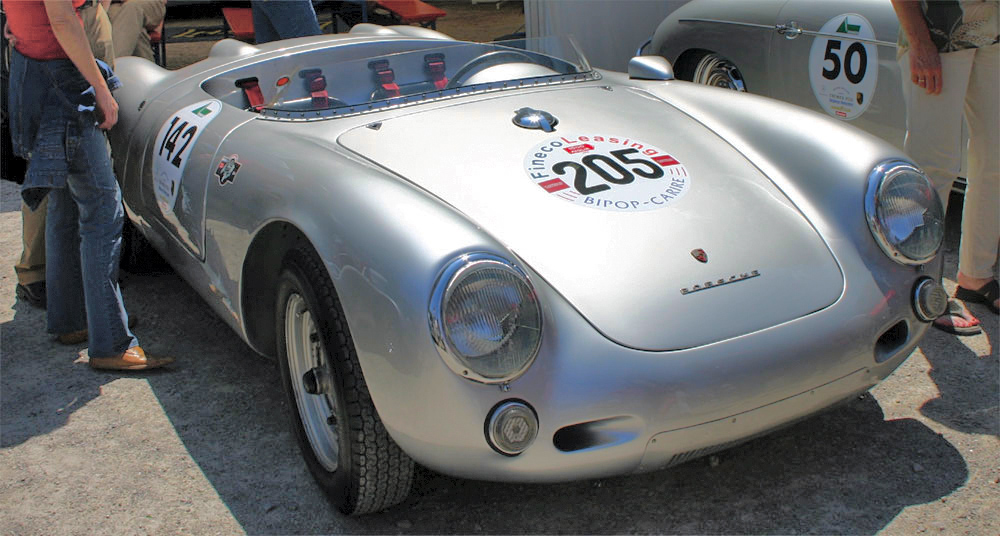
Ein Porsche 550 Spyder

Dean nahm am 17. September 1955, zwei Wochen vor seinem Tod, auf dem Filmset von Giganten für die National Safety Council einen Fernsehspot zum Thema Verkehrssicherheit auf. In seinem Cowboy-Outfit antwortete er dem Schauspieler Gig Young lässig mit Zigarette im Mund. Als Dean gefragt wurde, was er von Leuten hielt, die auf dem Highway rasen, antwortete er:

„Früher bin ich auch ganz schön gerast und habe unnötig viel riskiert. Aber seit ich Rennen fahre, bin ich auf der Straße besonders vorsichtig geworden. Die Leute haben ja oft gar keine Ahnung, was für einen gefährlichen Mist sie bauen. Man weiß nie, was so ein Typ auf der Straße als nächstes tut. Auf dem Rennplatz gibt es viele Leute, die über neue Regeln und Sicherheitsmaßnahmen nachdenken. Ich bin in letzter Zeit sehr vorsichtig im Straßenverkehr. Ich habe überhaupt keine Lust mehr, zu rasen. Es heißt, dass man als Rennfahrer gefährlich lebt, aber ich fordere lieber auf der Rennbahn das Glück heraus als auf dem Highway.“

Seine Abschiedsworte in dem Werbespot waren: „Fahrt vorsichtig! Vielleicht bin ich es, dem ihr damit eines Tages das Leben rettet.“
Ebenfalls im September 1955 kaufte sich James Dean seinen zweiten Rennwagen, einen silberfarbenen Porsche 550 Spyder. Auf die Fronthaube des Wagens war die Nummer 130 lackiert, während auf dem Heck sein Spitzname „Little Bastard“ stand, den ihm sein Dialogcoach Bill Hickman am Set von Giganten verpasst hatte. Von diesem Wagen waren 1955 insgesamt nur 82 Stück gebaut worden. 78 waren zum Verkauf ausgeschrieben und der Besitzer des Autohauses Competition Motors in Hollywood, John von Neumann, hatte fünf davon in die Vereinigten Staaten importieren lassen.
Für den Porsche 550 Spyder hatte Dean seinen alten 356 Super Speedster in Zahlung gegeben und 3000 US-Dollar dazubezahlt. Mit dem Wagen wollte er am 1. Oktober 1955 an einem Autorennen in Salinas, Kalifornien, teilnehmen. Bei dem erforderlichen Check wurde Dean ein hervorragender Gesundheitszustand attestiert und der medizinische Bericht an die Sport Car Club of America (SCCA) weitergeleitet. Tage zuvor hatte Dean mit dem Wagen einen leichten Unfall am Sunset Boulevard gehabt, sodass der Porsche vor dem Rennen noch repariert werden musste. In diesen Tagen besuchte er noch einmal seinen Vater, bei dem Marcus und Ortense Winslow zu Besuch waren.
Einer der Letzten, mit denen er am 30. September 1955 gesprochen hat, war der mit ihm befreundete motorsportbegeisterte Multimillionär Lance Reventlow, den er auf dem Weg nach Salinas traf. Ursula Andress erinnerte sich an diesen Tag: „Morgens um sieben Uhr holte er mich zu Hause ab. Jimmy sagte: ‚Komm, wir fahren zusammen Richtung San Francisco.‘“ In diesem Moment sei John Derek, ihr späterer Ehemann, gekommen. „James sah John und wusste, dass ich John Derek liebte. Er sagte ‚Okay, John, lass uns eine Fahrt machen‘ und raste mit John durchs Wohnviertel, um ein Gespräch unter Männern zu führen. Als er zurückkam, sagte er zu mir: ‚Ich weiß, dass du nicht mit mir kommst.‘ Und dann ging er weg.“ Ein paar Stunden später befand sich Dean in der Abenddämmerung zusammen mit seinem Mechaniker Rolf Wütherich auf einem Highway nördlich von Los Angeles in der Nähe von Cholame. Ihnen folgten in einigem Abstand der mit ihm befreundete Bill Hickman und der Fotograf Sandy Roth, der für das Magazin Collier’s eine Fotoreportage über Dean abliefern sollte.

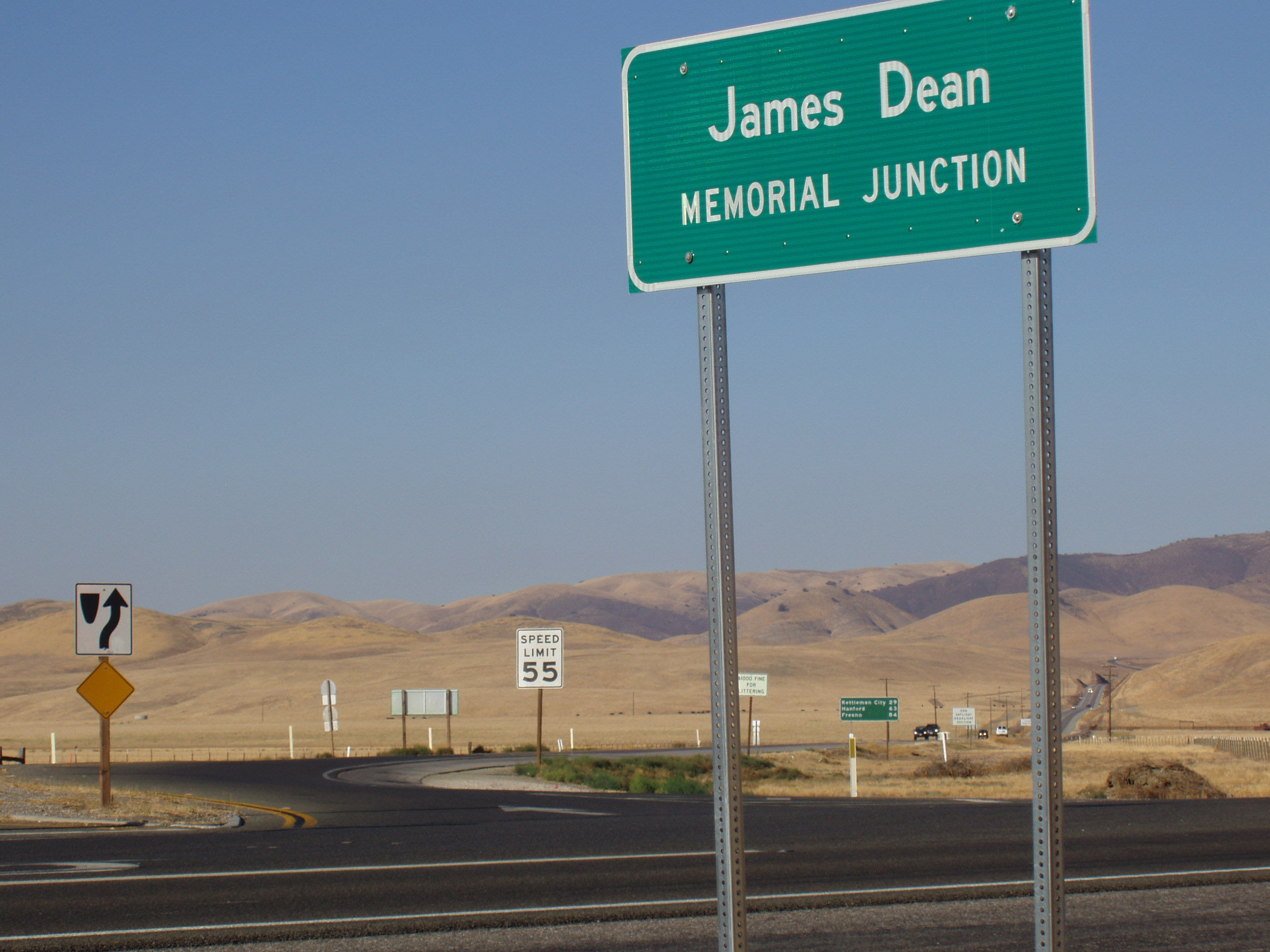
Kreuzung der State Routes 41 und 46 bei Cholame, heute als James Dean Memorial Junction bezeichnet

An der Kreuzung der California State Route 41 mit der California State Route 46 (⊙) bei Cholame kam Dean ein Ford entgegen. Dessen Fahrer Donald Turnupseed (1932–1995) bog nach mehrmaligem Beschleunigen und Abbremsen mit seinem Wagen unvermittelt nach links ab und nahm Dean die Vorfahrt – er habe Deans Porsche nach eigener Aussage nicht kommen sehen. Dean hatte die Scheinwerfer trotz Abenddämmerung nicht eingeschaltet und keine Zeit auszuweichen, sodass er ungebremst in den Ford fuhr. Wütherich wurde aus dem Fahrzeug geschleudert, der Porsche blieb in der Straßenböschung liegen. Beide Männer wurden in ein nahes Krankenhaus eingeliefert, bei Dean konnte nur noch der Tod festgestellt werden. Der 23-jährige Turnupseed hatte einen Schock erlitten und der Deutsche Wütherich Kiefer und Hüften gebrochen.
Die Failure Analysis Associates (heute Exponent) in Menlo Park, Kalifornien, stellte den Unfall 1990 in allen Einzelheiten noch einmal an einem 30. September nach. Sie kamen zu dem Ergebnis, dass die Geschwindigkeit von Deans Fahrzeug zum Unfallzeitpunkt 55 bis 60 Meilen pro Stunde (etwa 88 bis 96 km/h) betragen haben musste. Damit widersprachen sie dem Polizeibericht, wonach Dean mit stark überhöhter Geschwindigkeit unterwegs gewesen sei. Wahrscheinlicher war demnach, dass Turnupseed den Unfall durch sein ungewöhnliches Verhalten verschuldet haben könnte. Der damals zuständige Amtsrichter hatte ihn allerdings freigesprochen. Ein anderes Expertenteam kam 2008 in einer Analyse für National Geographic zu dem Ergebnis, dass Dean 70 bis 75 Meilen pro Stunde (etwa 113 bis 121 km/h) gefahren sein muss.

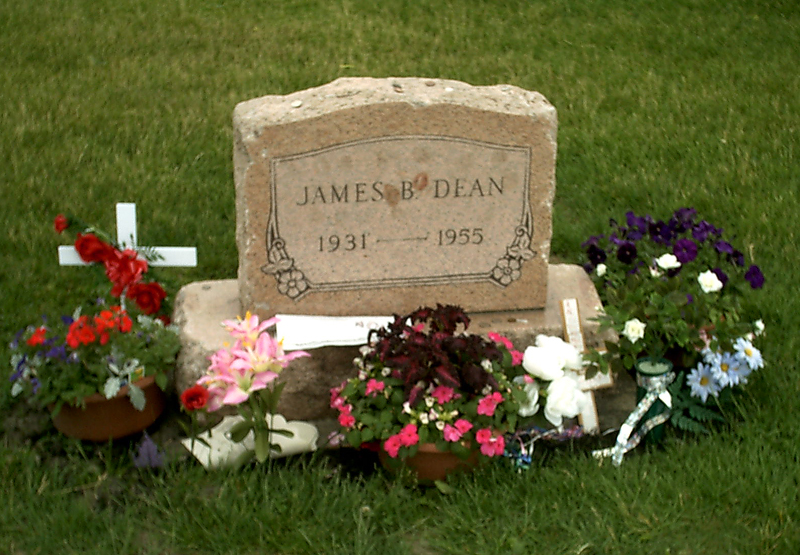
Grabstein James Deans in Fairmount, Indiana

Einen Tag nach Deans Tod wurde sein Leichnam per Flugzeug nach Indianapolis überführt und am 9. Oktober auf dem Park Cemetery in Fairmount begraben. James Deans Nachlass belief sich auf 105.000 US-Dollar. Der Großteil der Summe stammte aus einer Lebensversicherung, die Dean kurz vor seinem Unfall abgeschlossen hatte. Als Erbe wurde sein Vater Winton Dean gerichtlich festgesetzt.

## Legendenbildung
Innerhalb weniger Wochen nach der postumen Uraufführung von … denn sie wissen nicht, was sie tun entstand vor allem unter Jugendlichen ein regelrechter Kult um James Dean. Einige Teenager folgten ihm sogar durch Suizid in den Tod. Weiterhin kamen auch postum etliche Briefe für ihn bei Warner Brothers und bei den Zeitungen an – drei Jahre nach seinem Tod erhielt Dean noch mehr Post als jeder lebende Hollywood-Star. Der große Wirbel um Dean wurde noch von Warner Brothers gefördert, die den Film Giganten erst genau zum ersten Todestag von Dean veröffentlichten.

„Die Backfische veranstalteten eine gespenstische Szene am Grabe des toten Helden, als am 30. September, dem ersten Todestage James Deans, auf dem Friedhof zu Fairmount (Indiana) eine Gedenkfeier abgehalten wurde. Zwei Pastoren gedachten des toten Film-Idols in gefühlvollen Ansprachen, während Fernsehkameras das Schluchzen der jugendlichen Dean-Gemeinde in die fernsten Winkel des Landes übertrugen. Die Szene war kaum beendet, als Rudel heulender Backfische das Grab buchstäblich stürmten, Kränze in Werte von tausend Dollar zerrissen und Erde, Gras und Blumen als ‚Reliquien‘ davonschleppten. 
Zur gleichen Stunde mußte in Kalifornien die Kreuzung der Autostraßen 466 und 41 polizeilich gesperrt werden, weil Hunderte von motorisierten Teenagern zu einer stillen Gedenkminute am Unfallort anrollten und den Verkehr blockierten. Starke Polizeikräfte ließen die Steilküsten Kaliforniens nicht aus den Augen: Einige Jugendliche hatten telephonisch die Absicht kundgetan, sich zu ‚Jimmys‘ Ehren in seiner Todesstunde mit dem Auto ins Meer zu stürzen. Allerdings unternahm keiner den Versuch.“

Mit dem Phänomen James Dean beschäftigten sich Bühnenstücke, Filme und etliche Bücher. Seine Rolle in The Immoralist trug dazu bei, dass Gerüchte um Deans sexuelle Orientierung aufkamen. Das Liebesleben von Dean wurde in den folgenden Jahrzehnten von zahlreichen Biografien ausgeleuchtet, und es wurden Beziehungen Deans zu sowohl Frauen als auch Männern bekannt. Inzwischen wird er häufig als bisexuell gelistet.
Weit bedeutender ist jedoch sein Symbolcharakter als jugendlicher Rebell, der ihn im konservativen Amerika der 1950er und 1960er Jahre vor allem bei der Jugend zur populären Symbolfigur der Auflehnung gegen etablierte Strukturen machte. Dazu trugen seine drei Filmhauptrollen bei, die ihn im Konflikt mit Autoritäten zeigten, sowie auch sein früher Tod, der ihn ewig als jungen Mann zurückließ.
Elizabeth Taylor berichtete in einem Interview, Dean habe ihr während gemeinsamer Dreharbeiten anvertraut, dass er als Elfjähriger von einem Pastor sexuell missbraucht worden sei. Diese Erfahrung habe ihn sein Leben lang verfolgt.

## Reverenzen an Dean

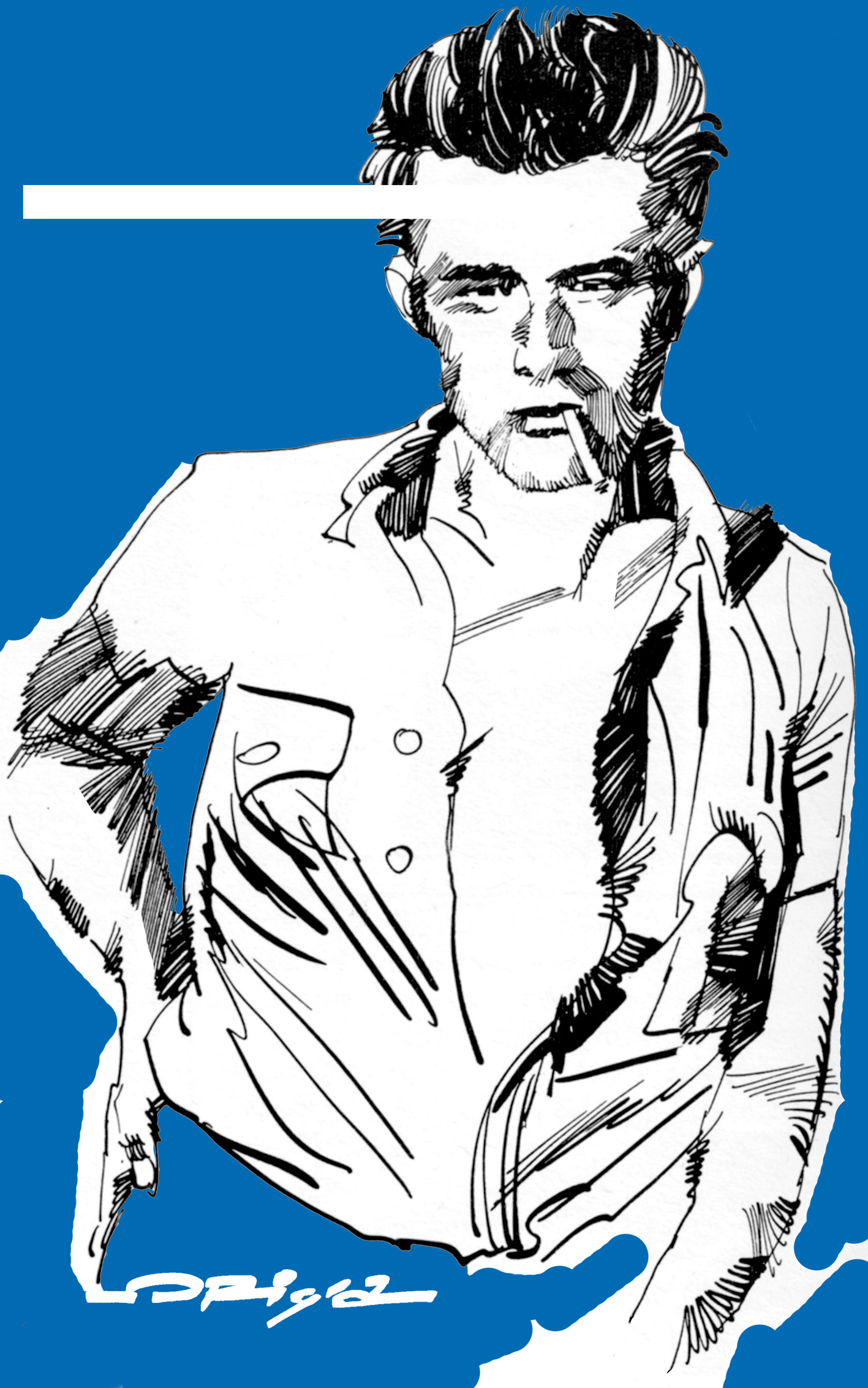
James Dean (Grafik von Graziano Origa, 1975)

Mehrere Musiker ließen sich durch Dean inspirieren und verfassten als Reverenz musikalische Werke und Beiträge über ihn und sein Leben. So erschien 1963 auf dem Beach-Boys-Album Little Deuce Coupe der Titel A Young Man Is Gone, in dem Leben und Tod von Dean besungen werden. Phil Ochs sang 1970 über Dean in seinem Lied Jim Dean of Indiana ebenso wie die Eagles auf ihrem 1974 veröffentlichten Album On the Border mit dem Titel James Dean. Auch im Song American Pie von Don McLean wird in einer Textzeile auf Dean Bezug genommen; ebenso in dem Lied Sie ist 40 von Udo Lindenberg und in Stefan Waggershausens Hallo Engel. Der Trompeter Chet Baker wurde als der „James Dean des Jazz“ bezeichnet. Die Deutschpunkband Abwärts nahm 1991 einen Song mit dem Titel Die Stimme von James Dean auf.
Dean wird auch im Lied Rockstar von Nickelback, in Moviestar von Harpo, in Vogue von Madonna, in These Days von Bon Jovi, in Rather Die Young von Beyoncé, in New Americana von Halsey, in Style von Taylor Swift, in Blue Jeans von Lana Del Rey, Gift von Madeline Juno, in We Didn’t Start the Fire von Billy Joel, in Ghost Town von Adam Lambert, in Moonlight von Ariana Grande, in James Dean von Olson, in Famous von Scouting for Girls, in Live Fast Die Young von Hollywood Undead, in James Dean von Ufo361, in If I’m James Dean, You’re Audrey Hepburn von Sleeping with Sirens, The Footballers Wife von Amy Macdonald und Cool von den Jonas Brothers erwähnt.
Seit 1956 sind auch diverse Spiel- und Dokumentarfilme über Dean gedreht worden. In dem Mysterythriller Crash von David Cronenberg aus dem Jahr 1996 stellen mehrere Schauspieler wie Elias Koteas als Moderator im Rahmen einer nächtlichen Autoshow vor Publikum detailliert den Hergang von Deans tödlichem Unfall in einem nachgebauten Modell seines silbernen Porsches nach. Der Moderator erklärt während der Stunt-Show: „Es war ein Augenblick, der eine Hollywood-Legende schuf. James Dean brach sich das Genick und wurde unsterblich.“ Dabei geht die Filmszene auch auf den Tod des deutschen Mechanikers Deans, Rolf Wütherich, im Jahr 1981 ein.

## Deutsche Synchronstimme
In den deutschen Fassungen seiner drei Filme Jenseits von Eden, … denn sie wissen nicht, was sie tun und Giganten wurde James Dean von dem später bekannten Schauspieler und Fernsehmoderator Dietmar Schönherr synchronisiert.

## Werk

### Filmografie
- 1951: Der letzte Angriff (Fixed Bayonets!) (nicht im Abspann)
- 1952: Hat jemand meine Braut gesehen? (Has Anybody Seen My Gal?) (nicht im Abspann)
- 1952: Seemann paß auf (Sailor Beware!) (nicht im Abspann)
- 1952: Die Maske runter (Deadline – U.S.A.) (nicht im Abspann)
- 1953: Ärger auf der ganzen Linie (Trouble Along the Way) (nicht im Abspann)
- 1955: Jenseits von Eden (East of Eden)
- 1955: … denn sie wissen nicht, was sie tun (Rebel Without a Cause)
- 1956: Giganten (Giant)

### Fernsehauftritte
- 1951: Family Theatre (Fernsehserie)
- 1951: The Bigelow Theatre (Fernsehserie)
- 1951: The Stu Erwin Show/Trouble with Father (Fernsehserie)
- 1952: CBS Television Workshop (Fernsehserie)
- 1952: Seemann, paß auf! (Sailor Beware)
- 1952: The Web (Fernsehserie)
- 1952: Hallmark Hall of Fame (Fernsehserie)
- 1953: The Kate Smith Hour (Fernsehserie)
- 1953: You Are There (Fernsehserie)
- 1953: Treasury Men in Action (Fernsehserie, 2 Folgen)
- 1953: Tales of Tomorrow (Fernsehserie)
- 1952–1953: Studio One (Fernsehserie, 3 Folgen)
- 1953: The Big Story (Fernsehserie)
- 1953: Omnibus (Fernsehserie)
- 1953: Campbell Summer Soundstage (Fernsehserie, 2 Folgen)
- 1952–1953: Kraft Television Theatre (Fernsehserie, 3 Folgen)
- 1953: Armstrong Circle Theatre (Fernsehserie)
- 1953: Robert Montgomery Presents (Fernsehserie)
- 1953: Harvest (TV-Kurzfilm)
- 1954: The Philco Television Playhouse (Fernsehserie)
- 1953–1954: Danger (Fernsehserie, 4 Folgen)
- 1954: General Electric Theater (Fernsehserie, 2 Folgen)
- 1955: The United States Steel Hour (Fernsehserie)
- 1952/1955: Lux Video Theatre (Fernsehserie, 2 Folgen)
- 1955: Schlitz Playhouse of Stars (Fernsehserie)
- 1955: Crossroads (Fernsehserie)

### Theaterauftritte
- 1952: See the Jaguar
- 1952: Die Verwandlung (Theaterstück nach Franz Kafka)
- 1954: The Immoralist (Theaterstück nach André Gide)
- 1954: The Scarecrow
- 1954: Die Trachinierinnen (von Sophokles)

## Auszeichnungen
Oscar

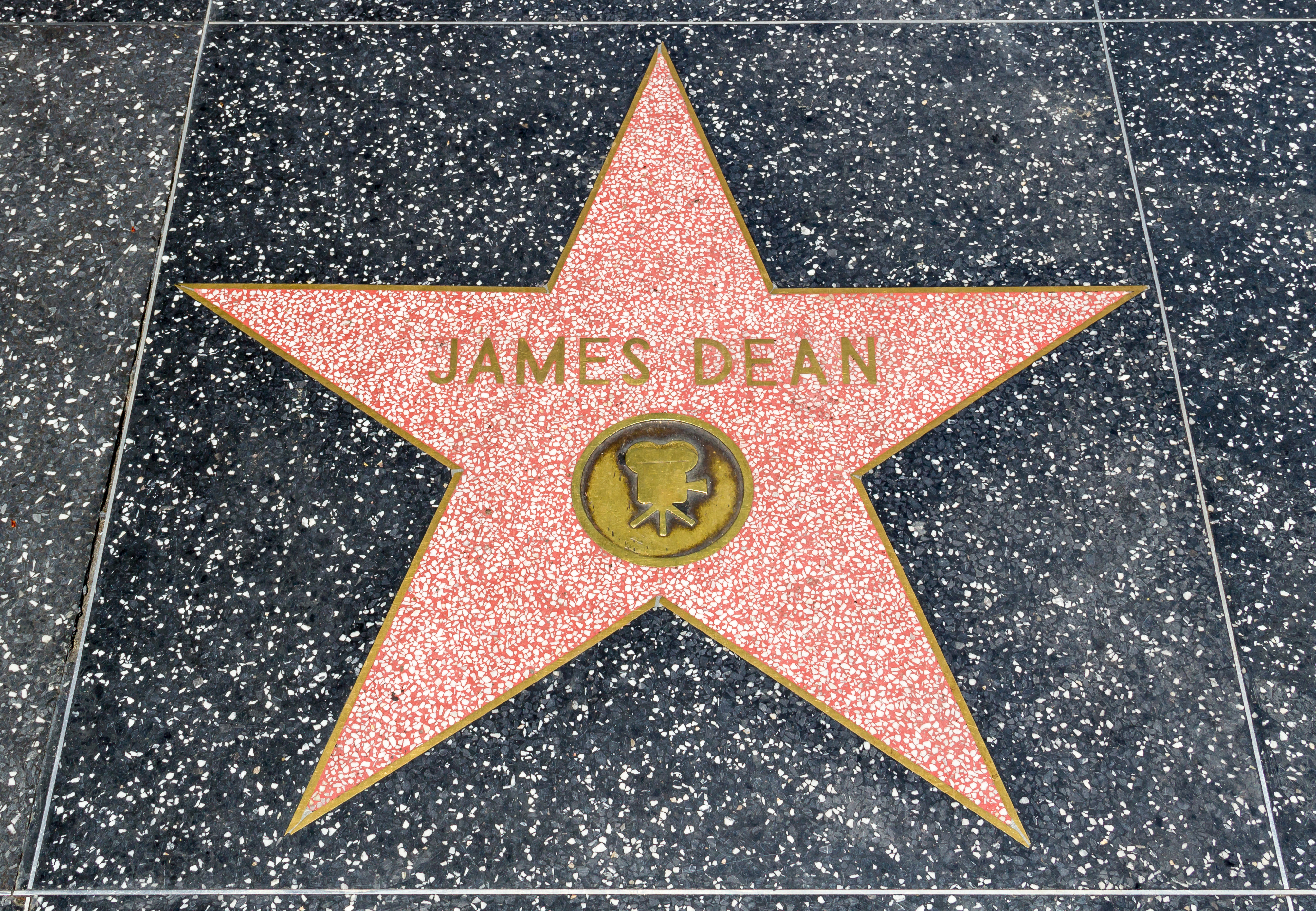
Deans Stern auf dem Hollywood Walk of Fame

- 1956: Nominierung in der Kategorie Bester Hauptdarsteller für Jenseits von Eden (postum)
- 1957: Nominierung in der Kategorie Bester Hauptdarsteller für Giganten (postum)

British Film Academy Award
- 1956: Nominierung in der Kategorie Bester ausländischer Darsteller für Jenseits von Eden (postum)
- 1957: Nominierung in der Kategorie Bester ausländischer Darsteller für … denn sie wissen nicht, was sie tun (postum)

Golden Globe
- 1956: Bester Hauptdarsteller – Drama (postum)
- 1957: Henrietta Award als beliebtester Darsteller (postum)

Weitere
- 1956: Étoile de Cristal in der Kategorie Bester ausländischer Darsteller für … denn sie wissen nicht, was sie tun (postum)
- 1956: Jussi in der Kategorie Bester ausländischer Darsteller für Jenseits von Eden (postum)
- 1957: Goldener Bravo Otto in der Kategorie Schauspieler (postum)
- 1960: Stern auf dem Hollywood Walk of Fame (1719 Vine Street, postum)